# 广岛修道大学短期大学部
广岛修道大学短期大学部（日语：／ Hiroshima Shūdō daigaku Tanki Daigakubu *），简称修道短大，是过去一所位于日本广岛县广岛市安佐南区的私立短期大学。前身是修道短期大学（日语：／ Shūdō Tanki Daigaku *）。

## 概要

### 简介
- 学校最早可以追溯到1905年[1][2]。短期大学为于1952年开办[2]、由学校法人修道学园经营[3]、停办于2005年。为男女同校

### 历史
- 1952年 修道短期大学成立并同时设置一个学科即商科第二部。
- 1956年 商科第一部成立（但招生到于1959年、停办于1961年）[2]。
- 1960年 改校名为广岛商科大学短期大学部[2]。
- 1973年 改校名为广岛修道大学短期大学部[2]。
- 2001年 最后一年招生、次年停止招生（正式停办于2005年1月28日[3]）。

## 学校环境
- 校区：在了广岛县广岛市安佐南区[注 1]

## 组织

### 学科
- * 商科
  - 第一部
  - 第一部[注 2]

### 专科
| - 没有 |

### 业余课程
| - 没有 |

## 对外交流
- 西南政法大学（中国大陆）
- 暨南大学（中国大陆）
- 啓名大学（韩国）
- 亚利桑那州立大学（美国）
- 威斯敏斯特大学（英国）

## 知名校友
- 烟石博：播音员和无线电演员

## 相关链接
- 日本短期大学列表